# Orden de Río Branco
La Orden de Río Branco (en portugués Ordem de Rio Branco) es una distinción ofrecida por el Gobierno de Brasil.
Cuenta con los siguientes grados: Gran Cruz, Gran Oficial, Comendador, Oficial y Caballero, así como con una medalla anexa a la Orden. Se otorga, en principio, el 20 de abril (Día del Diplomático, fecha de nacimiento del Barón de Río Branco), en Brasilia, la capital brasileña.

## Historia
La Orden de Rio Branco fue instituida por el entonces presidente de Brasil, João Goulart, por el Decreto n° 51.697 del 5 de febrero de 1963. Posteriormente, los decretos n° 66.434, del 10 de abril de 1970 y n ° 73.876 del 29 de marzo de 1974 cambiaron, de forma consecutiva, la regulación de la Orden.
Tiene como objetivo galardonar a quién, por cualquier razón o benevolencia, se tornó merecedor del reconocimiento del Gobierno de Brasil, y sirve para estimular la práctica de acciones y hechos dignos de mención de honor, así como para distinguir servicios meritorios y virtudes cívicas. Se puede otorgar a personas físicas o jurídicas, nacionales o extranjeras.
Además de los grados mencionados anteriormente, se otorga una Insignia de la Orden a corporaciones militares o a instituciones civiles, que se fija en sus banderas o pancartas, sin asignación de grados.

## Regulación
Los destinatarios de la Orden de Río Branco se clasifican en el Cuadro Ordinario, constituido por los empleados activos del servicio diplomático, y en el Cuadro Suplementario, compuesto por los mismos empleados, al momento de jubilarse, y el resto de los premiados. El Cuadro Ordinario tiene puestos limitados en cada grado, con la excepción de la Gran Cruz y el Cuadro Suplementario, que son ilimitados.
El Cuadro Ordinario tiene los siguientes números de puestos:
- Gran Cruz - sin límite
- Gran Oficial - 60
- Comendador - 50
- Oficial - 40
- Caballero - 30

La admisión a los Cuadros de la Orden cumple con los siguientes criterios:
- Cuadro Ordinario:
- Gran Cruz - Ministros de primera clase y de los ministros de 2ª clase, estos últimos cuando sean comisionados Embajadores;
- Gran Oficial - Ministros de 2ª clase;
- Comendador - Consejeros;
- Oficial - Primeros Secretarios;
- Caballero - Segundos y Terceros Secretarios.

- Cuadro Suplementario:
- Gran Cruz - Presidente de la República, Vicepresidente de la República, el presidente de la Cámara de Diputados, el presidente del Senado, Presidente de la Corte Suprema de Justicia, Ministros de Estado, los gobernadores de los Estados de la Unión y del Distrito Federal, Almirantes, Mariscales, Mariscales del Aire, Almirantes de Escuadra, Generales del Ejército, Tenientes-Brigadieres del Aire, Embajadores extranjeros y otras personalidades con jerarquías equivalentes;
- Gran Oficial - Senadores y Diputados, Ministros de la Corte Suprema y otros miembros de los Tribunales Superiores, Enviados Extraordinarios y Ministros Plenipotenciarios extranjeros, Presidentes de las Asambleas Legislativas, Vicealmirantes, Generales-de-División, Mayores-Brigadieres y otras personalidades con jerarquías equivalentes;
- Comendador - Secretarios de los Gobiernos de los Estados de la Unión y del Distrito Federal, Consejeros de Embajadas o Legaciones extranjeras, Cónsules Generales extranjeros, Contraalmirantes, Generales de Brigada, Brigadieres, Jueces de Apelación, Profesores Catedráticos, Científicos,  Presidentes de Asociaciones literarias, científicas, culturales y comerciales y empleados de igual rango del Servicio Público Federal, estatal o municipal;
- Oficial - Docentes Universitarios, Jueces de Primera Instancia, Fiscales, Oficiales Superiores de las Fuerzas Armadas, Escritores, Primeros Secretarios de Embajadas o Legaciones extranjeras y empleados de la Administración Pública Federal, estatal o municipal;
- Caballeros - Oficiales de las Fuerzas Armadas, Segundos y Terceros Secretarios de Embajadas o Legaciones extranjeras, Cónsules extranjeros, Profesores de la Enseñanza Secundaria, empleados de la Administración Pública Federal, Estatal o Municipal, Artistas y Deportistas.

| Grados de la Orden de Río Branco | Grados de la Orden de Río Branco | Grados de la Orden de Río Branco | Grados de la Orden de Río Branco | Grados de la Orden de Río Branco | Grados de la Orden de Río Branco |
| -------------------------------- | -------------------------------- | -------------------------------- | -------------------------------- | -------------------------------- | -------------------------------- |
| Medalla                          | Caballero                        | Oficial                          | Comendador                       | Gran Oficial                     | Gran Cruz                        |

## Agraciados con condecoraciones de la Orden de Río Branco
- Aguinaldo Ribeiro: Gran Cruz
- Fabiola Yáñez: Gran Cruz
- Alberto Motta Cardoze: Gran Cruz
- Aloizio Mercadante: Gran Cruz
- Príncipe Carlos Felipe de Suecia: Gran Cruz[1][2]
- Jaime García-Legaz: Gran Cruz
- Eleonora Menicucci: Gran Cruz
- Erenice Guerra: Gran Cruz
- Federico X de Dinamarca: Gran Cruz
- Fernando Bezerra Coelho: Gran Cruz
- Henrique Eduardo Alves: Gran Cruz
- Joaquim Barbosa: Gran Cruz
- Princesa Magdalena de Suecia: Gran Cruz[3][1][2]
- Marco Antonio Raupp: Gran Cruz
- Mário Negromonte: Gran Cruz
- Marta Suplicy: Gran Cruz
- Henrique da Silveira Sardinha Pinto: Gran Cruz
- Ricardo Coutinho: Gran Cruz
- Cledorvino Belini: Comendador
- Nilma Lino Gomes: Comendador
- Paulo Speller: Comendador
- Toots Thielemans: Comendador
- Edelio Varela: Comendador
- Guillermo Hunt: Comendador[4]
- Roberto Ladijanski: Oficial
- Alan Fonteles Cardoso Oliveira: Oficial
- Edgard Scandurra: Oficial
- Lisa Ono: Oficial
- Marcos Caruso: Oficial
- Marcelo Sánchez Sorondo: Gran Cruz
- Marcos Galperin: Caballero
- Elías Figueroa
- Mónica Jaramillo
- Johan Alexis Ramírez
- Luciano Buligon
- Federico Gutiérrez
- Javier Hernández Bonnet
- Silvia Castrillón Zapata
- Margarita Durán
- Olavo de Carvalho
- Maha Mamo[5]
- Johan Alexis Ramirez (El Niño Ángel): Caballero
- Mako Komuro: Gran Cruz
- Luis Vayas Valdivieso: Caballero
- Jimmy Alberto Voss Donamari: Medalla al Mérito[6]
- Roberto García Moritán: Gran Oficial
- Carlos Mateo Balmelli: Gran Oficial